# نیروگاه برق‌آبی زوراکت
نیروگاه برق‌آبی زوراکت (ارمنی: Ձորագետի հիդրոէլեկտրակայան)، در روستای زوراکت، منطقه لوری، ارمنستان قرار دارد. این نیروگاه، در ساحل رودخانه دبد واقع شده است؛ اما از جریان آب‌های رودخانه زوراکت استفاده می‌کند. ساخت نیروگاه برق‌آبی زوراکت در سال ۱۹۲۷ آغاز شد و در ۱۵ نوامبر ۱۹۳۲ با ظرفیت کامل نصب شده ۲۲٫۳۲ مگاوات راه‌اندازی شد.  از سال ۱۹۸۰، نیروگاه از سه ژنراتور با ظرفیت نصب شده ۲۶٫۲ مگاوات استفاده می‌کند. نیروگاه برق‌آبی زوراکت به عنوان یک نیروگاه کوچک در نظر گرفته می‌شود. پشت سرریز، آب ذخیره شده کمی وجود دارد، زیرا زوراکت یک نیروگاه جریان آب رودخانه است.

## تاریخچه
ساخت نیروگاه از سال ۱۹۲۷ آغاز شد. ساخت آن پنج سال به طول انجامید و تا سال ۱۹۳۲ به پایان رسید. نیروگاه توسط آکادمیسین، مهندس و پیشگام ساخت نیروگاه‌های برق‌آبی در اتحاد جماهیر شوروی جنریک گرافیتیو و مهندس و آکادمیسین ارمنی هوهانس نرسس ملیق-پاشایف ساخته شد. ساخت نیروگاه توسط یوسف آندره تر-آستواتسیاتریان برنامه‌ریزی و سازماندهی شد. در سال ۱۹۳۱، نویسنده روسی ماریه‌تا شاگینیان رمان خود به نام هیدروسنترا (Gidrotsentral) را درباره مشاهدات خود از ساخت نیروگاه بین سال‌های ۱۹۲۶ و ۱۹۲۸ منتشر کرد.
اولین بار نیروگاه زوراکت در ۱۵ نوامبر ۱۹۳۲ آغاز به کار کرد. در همان سال، اولین واحد نیروگاه زوراکت با ظرفیت ۷٫۴ مگاوات به کار گرفته شد و در طی یک سال، نیروگاه با ظرفیت نصب شده کامل ۲۲٫۳۲ مگاوات و با ظرفیت متوسط جریان آب سالانه ۱۴٫۹۲ مگاوات به کار خود ادامه داد. اولین دو واحد نیروگاه در سال ۱۹۳۲ ساخته شدند. سومین واحد در سال ۱۹۴۹ ساخته شد.
پیش از سال ۲۰۱۱، نیروگاه به وزارت دفاع تعلق داشت. در سال ۲۰۱۱، نیروگاه زوراکت توسط شرکت "زوراکت" LTD، متعلق به داماد رئیس‌جمهور سرژ سرکیسیان، خصوصی شد.
در مقایسه با دیگر روش‌های تولید انرژی، نیروگاه‌های کوچک به عنوان نیروگاه‌های زیست‌محیطی دوستدار در نظر گرفته می‌شوند، اگرچه برای ENA الزامی است که انرژی تولید شده توسط نیروگاه‌های کوچک برق‌آبی را به مدت تقریباً ۱۵ سال خریداری کنند. در ارمنستان، قبل از سال ۲۰۱۱، نیروگاه‌های کوچک به نیروگاه‌هایی با ظرفیت نصب شده کمتر از ۱۰ مگاوات اشاره داشتند. پس از سال ۲۰۱۱، این مرز به ۳۰ مگاوات افزایش یافت و در سراسر ارمنستان، تنها نیروگاه برق‌آبی زوراکت بود که از این تغییر بهره‌مند شد. این شرکت بعد از این تغییرات، مازاد نقدی توسط ENA دریافت کرد، زیرا ENA ملزم به خرید انرژی از نیروگاه‌های کوچک با قیمت بالاتر است به دلیل اینکه این نیروگاه‌ها به عنوان زیست‌محیطی دوستدار دسته‌بندی می‌شوند و "Dzoraget" LTD از این تغییرات بهره‌مند می‌شود.

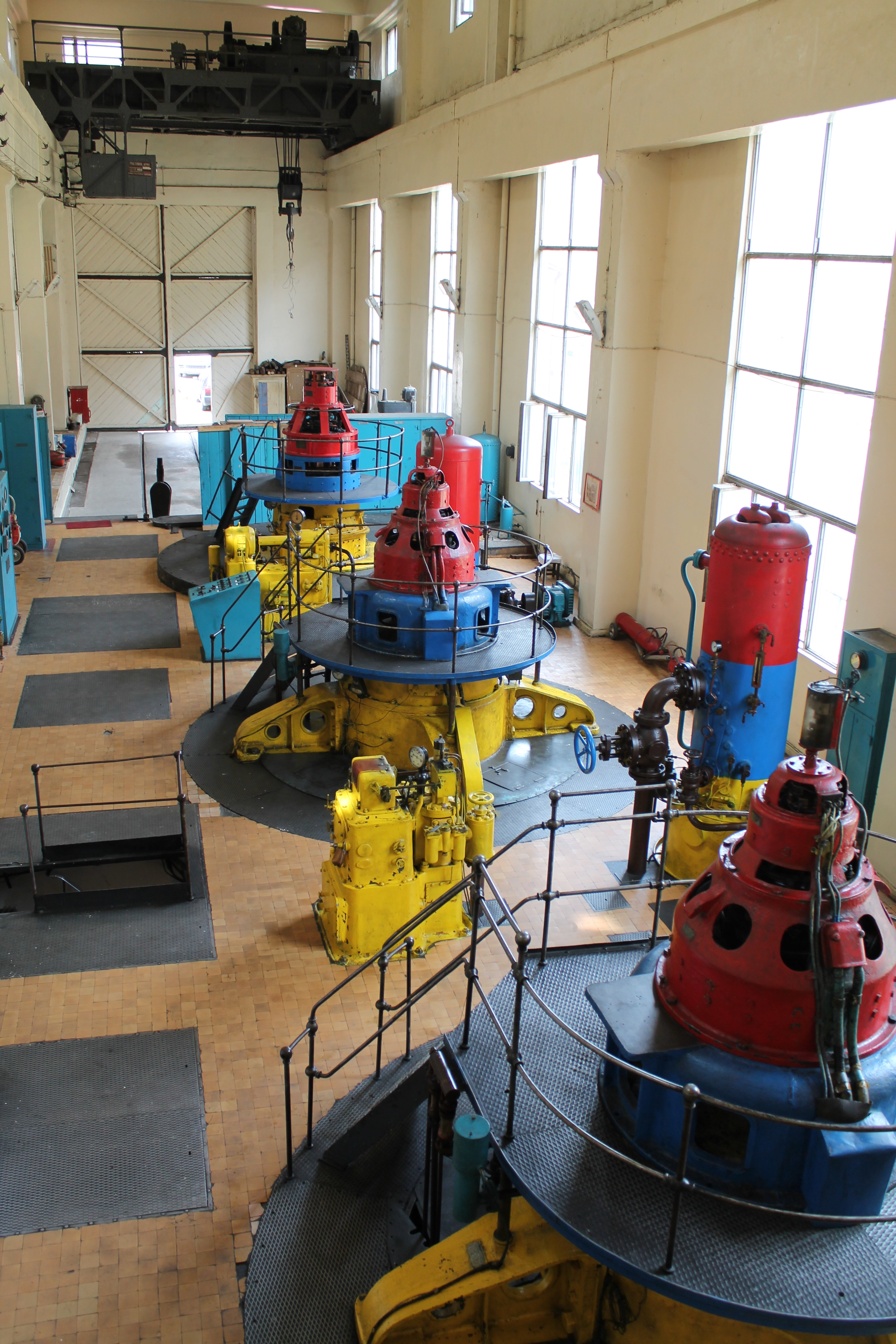
ژنراتورهای نیروگاه برق‌آبی زوراکت

## توصیف فنی
نیروگاه برق‌آبی زوراکت یک نوع نیروگاه برق‌آبی جریان آب رودخانه با سد است. سد این نوع نیروگاه نمی‌تواند مقدار زیادی آب ذخیره کند، بنابراین مخزن آن به عنوان پونداژ شناخته می‌شود. آب از سد به نیروگاه از طریق لوله‌های پنی‌استاک با قطر ۱٬۳۰۰ میلیمتر (۵۱ اینچ) جریان پیدا می‌کند. خروجی تابعی از هر دو "سر" و نرخ جریان آب است. سر، فاصله عمودی از بالاترین سطح آب سد تا توربین تولید برق است که ارتفاع آن ۹۷۴ متر است. با توجه به اینکه مقدار برق تولید شده یک تابع مستقیم از جریان آب است، مقدار برق تولید شده سال به سال متفاوت است. در سال ۲۰۱۳، مقدار برق تولید شده ۷۶٫۲۶ گیگاوات ساعت بود، در سال ۲۰۱۴ مقدار آن فقط ۶۹٫۲۳ گیگاوات ساعت بود و در نوامبر ۲۰۱۵ مقدار تولید شده ۸۱٫۶۳ گیگاوات ساعت بود. توربین به جریان‌ها و فشارهای مختلف تنظیم می‌شود. چرخ به دلیل فشار و حجم آب ورودی چرخانده می‌شود. سه ژنراتور به توربین متصل هستند که توسط شفت‌ها و شاید چرخ‌دنده‌ها به توربین متصل شده‌اند، بنابراین وقتی توربین چرخانده می‌شود، ژنراتورها نیز چرخانده می‌شوند. در نتیجه، ژنراتورها انرژی مکانیکی را از توربین به انرژی الکتریکی تبدیل می‌کنند. ظرفیت این واحدها به ترتیب ۸٫۸، ۸٫۸ و ۸٫۶ مگاوات است. علاوه بر این‌ها، یک واحد دیگر وجود دارد که تنها برای نیازهای خود نیروگاه ساخته شده است تا کارهایی که توسط آن انجام می‌شود را حفظ کند، که ظرفیت آن ۱۲۰ کیلووات است. این واحد عمدتاً در زمان‌های کمبود برق استفاده می‌شود تا کار نیروگاه متوقف نشود. خطوط انتقال به ژنراتورها متصل هستند که برق را از نیروگاه برق‌آبی به مناطق انتقال می‌دهند.
نیروگاه برق‌آبی زوراکت برخی انحرافات از پروژه اولیه دارد. پایه آن ۰٫۵ متر (۱ فوت ۸ اینچ) بلندتر و ۴٫۷۵ متر (۱۵٫۶ فوت) بلندتر از آنچه در طرح‌های اولیه طراحی شده بود، می‌باشد. در سر نیروگاه یک مسیر عبور ماهی وجود دارد که با استانداردها و معیارهای تعریف شده تطابق ندارد. علاوه بر این، یک پایه دیگر وجود دارد که بدون مسیر عبور ماهی است. بنابراین، حرکت طبیعی ماهی‌ها در پایه ساخته شده امکان‌پذیر نیست. شبکه حفاظتی ماهی نیز وجود ندارد. ارتفاع اضافی و آبشار مصنوعی چالش‌هایی برای حرکت ماهی‌ها در رودخانه در هر دو جهت ایجاد می‌کند. با این حال، با توجه به اینکه آب رودخانه برای آبیاری استفاده نمی‌شود، تأثیرات زیست‌محیطی کمی دارد.

## هیدرولوژی
رودخانه زوراکت یک رودخانه کوهستانی است و بنابراین آب خود را از برف، باران و آب‌های زیرزمینی دریافت می‌کند که باعث تنظیم فصلی آب می‌شود. جریان آب در بهار به بالاترین حد خود می‌رسد. مشاهدات نشان می‌دهد که تخلیه آب ۲٫۶۶ متر مکعب بر ثانیه و ماژول جریان ۱۹ لیتر بر ثانیه بر کیلومتر مربع است. داده‌ها نشان می‌دهند که میانگین سالانه جریان آب برابر با ۱ متر مکعب بر ثانیه است. در بیشتر موارد، حداکثر تخلیه برای بخش رودخانه زوراکت SHPP برابر با ۵۶٫۲ متر مکعب بر ثانیه فرض می‌شود.
|                                              | ۱    | ۲    | ۳    | ۴    | ۵    | ۶    | ۷    | ۸    | ۹    | ۱۰   | ۱۱   | ۱۲   | جمع کل |
| -------------------------------------------- | ---- | ---- | ---- | ---- | ---- | ---- | ---- | ---- | ---- | ---- | ---- | ---- | ------ |
| تخلیه ماهانه متوسط زوراکت SHPP (m3/s)        | ۰٫۱  | ۰٫۱۶ | ۰٫۱۷ | ۱٫۵۲ | ۲٫۲  | ۲٫۲  | ۰٫۹۶ | ۰٫۴۸ | ۰٫۳۵ | ۰٫۳  | ۰٫۳  | ۰٫۳۱ |        |
| ظرفیت ماهانه متوسط SHPP (mwt)                | ۰٫۱۱ | ۰٫۱۷ | ۰٫۱۸ | ۱٫۵۴ | ۲٫۰۶ | ۲٫۰۶ | ۱٫۰۱ | ۰٫۵۱ | ۰٫۳۸ | ۰۳۲  | ۰٫۳۲ | ۰٫۳۳ |        |
| تولید ماهانه متوسط انرژی SHPP (mln kwt/hour) | ۰٫۰۸ | ۰٫۱۲ | ۰٫۱۴ | ۱٫۱۱ | ۱٫۵۳ | ۱٫۴۸ | ۰٫۷۵ | ۰٫۳۸ | ۰٫۲۷ | ۰٫۲۴ | ۰٫۲۳ | ۰٫۲۵ | ۶٫۵۸   |

ترکیب زمین‌شناسی رودخانه زوراکت بسیار متنوع است اما عمدتاً شامل سنگ‌های آتشفشانی است. تاف، گرانیت، بازالت و آندزیت-بازالت وجود دارد. با وجود نیروگاه برق‌آبی زوراکت، برنامه‌ریزی شده است که نیروگاه برق‌آبی لوریبرد نیز ساخته شود که ظرفیت آن ۶۶ مگاوات و تولید سالانه برق آن ۲۰۰ میلیون کیلووات ساعت خواهد بود.

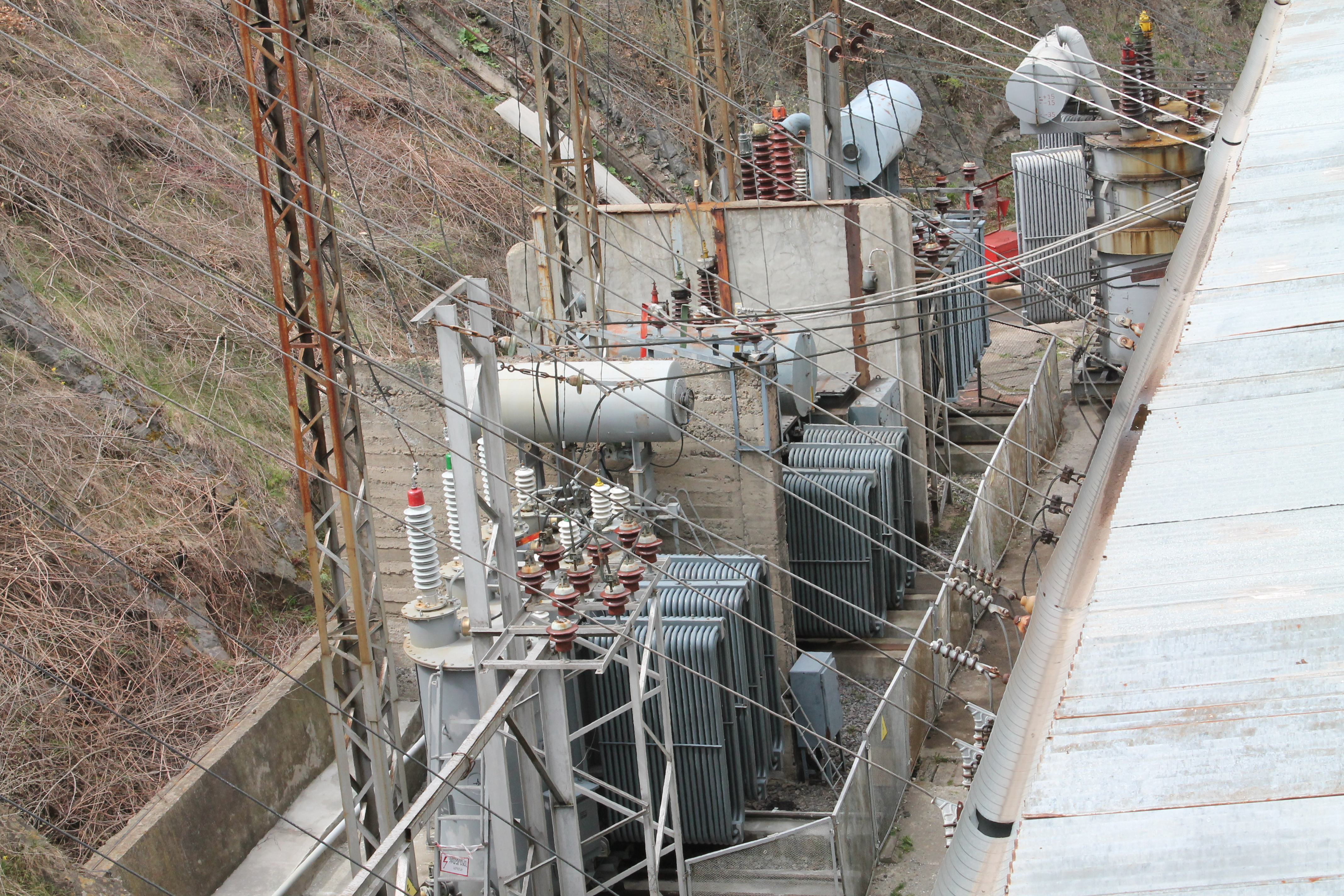
ترانسفورماتورهای نیروگاه برق‌آبی زوراکت

| شاخص‌ها                                                        | مقادیر |
| ------------------------------------------------------------- | ------ |
| ظرفیت استخراج، کیلووات                                        | ۲٫۰۶   |
| تولید سالانه متوسط انرژی، میلیون کیلووات ساعت                 | ۶٫۵۸   |
| سرمایه‌گذاری‌های سرمایه‌ای در SHPPS (بدون مالیات بر ارزش افزوده) |        |
| هزار دلار آمریکا                                              | ۱۹۷۷٫۴ |
| دلار آمریکا / کیلووات                                         | ۹۵۹٫۴  |
| دلار آمریکا / کیلووات ساعت                                    | ۰٫۳    |
| هزینه تولید برق، سنت / کیلووات ساعت                           | ۱٫۶    |

## داده‌های مالی
هزینه‌های سالانه بهره‌برداری برای تولید برق در زوراکت SHPP شامل استهلاک و هزینه‌های بهره‌برداری است. استهلاک بر اساس مبنای خطی با ۳٫۳٪ سالانه پذیرفته شده است. در سال ۲۰۰۸، کل هزینه‌ها به مبلغ ۱۰۶٬۳۰۰ دلار بود که شامل هزینه‌های استهلاک معادل ۶۵٬۳۰۰ دلار و هزینه‌های سالانه بهره‌برداری معادل ۴۱٬۰۰۰ دلار بود - هزینه‌های حقوق و دستمزد معادل ۲۰٬۲۰۰ دلار، هزینه‌های بازسازی معادل ۱۵٬۸۰۰ دلار و سایر هزینه‌ها معادل ۵٬۰۰۰ دلار.
داده‌های سال‌های ۲۰۱۴ و ۲۰۱۳ در مورد عملکرد مالی شرکت نشان می‌دهد که در سال ۲۰۱۴ سود بسیار کمتری (289,369,000 AMD) نسبت به سال 2013 (626,922,000 AMD) به دست آورده است، عمدتاً به دلیل افزایش هزینه‌های اداری و تولید. علاوه بر این، مجموع دارایی‌ها به میزان 453,747,000 AMD کاهش یافته است که عمدتاً به دلیل افزایش حساب‌های دریافتنی و کاهش سرمایه‌گذاری‌های جاری است. این الگوها با کاهش سرمایه معادل 109,172,000 AMD، کاهش بدهی‌های بلندمدت معادل 351,335,000 AMD و افزایش بدهی‌های جاری معادل 6,761,000 AMD همراه بود. اطلاعات کافی در مورد هزینه‌ها و درآمدهای شرکت وجود ندارد، زیرا شرکت خصوصی است. با این حال، واضح است که شرکت در سال ۲۰۱۴ سود کمتری نسبت به سال ۲۰۱۳ به دست آورده است.

## گالری

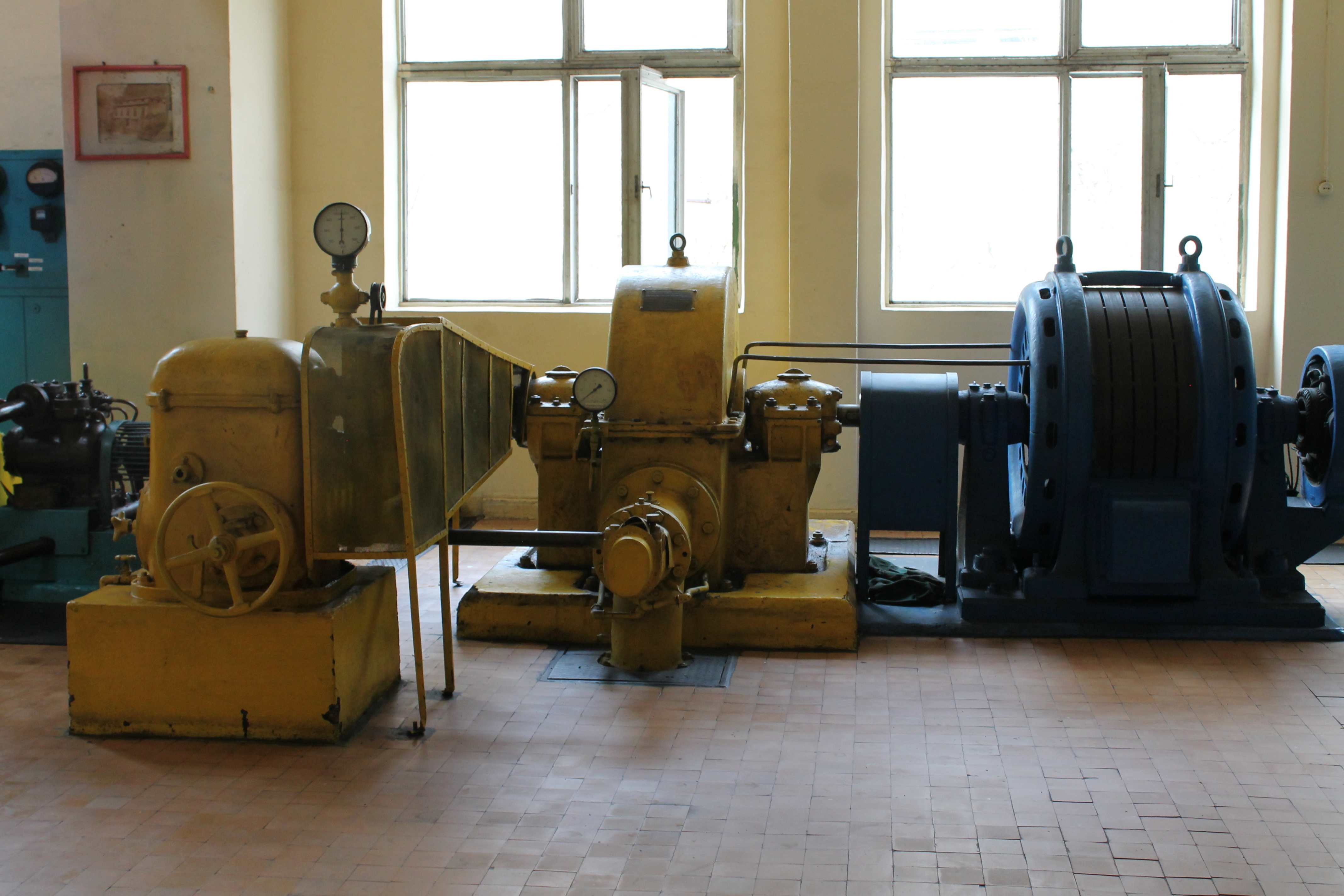
واحد هیدرولیک برای نیازهای خود نیروگاه زوراکت SHPP
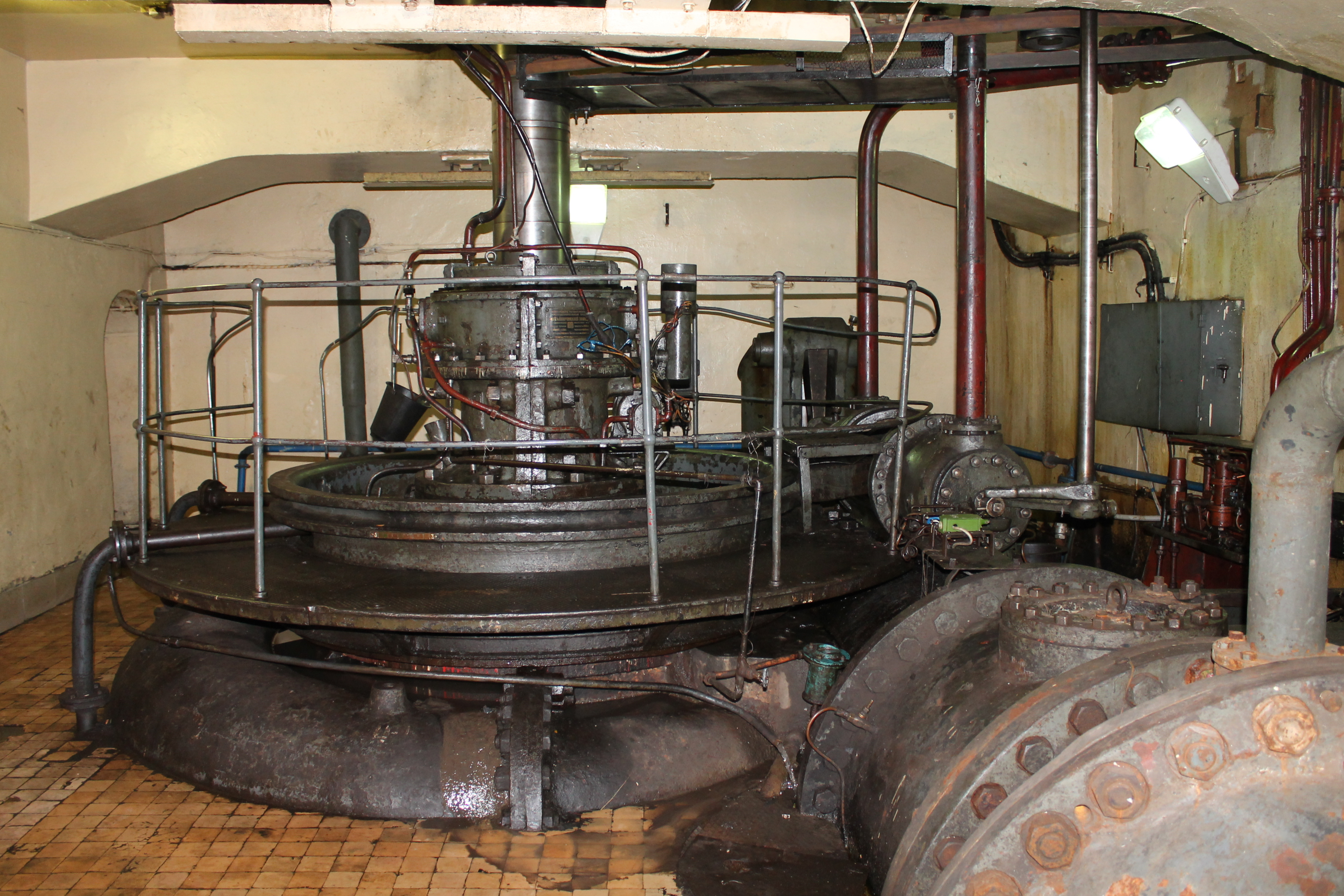
هیدروتوربین نیروگاه زوراکت SHPP
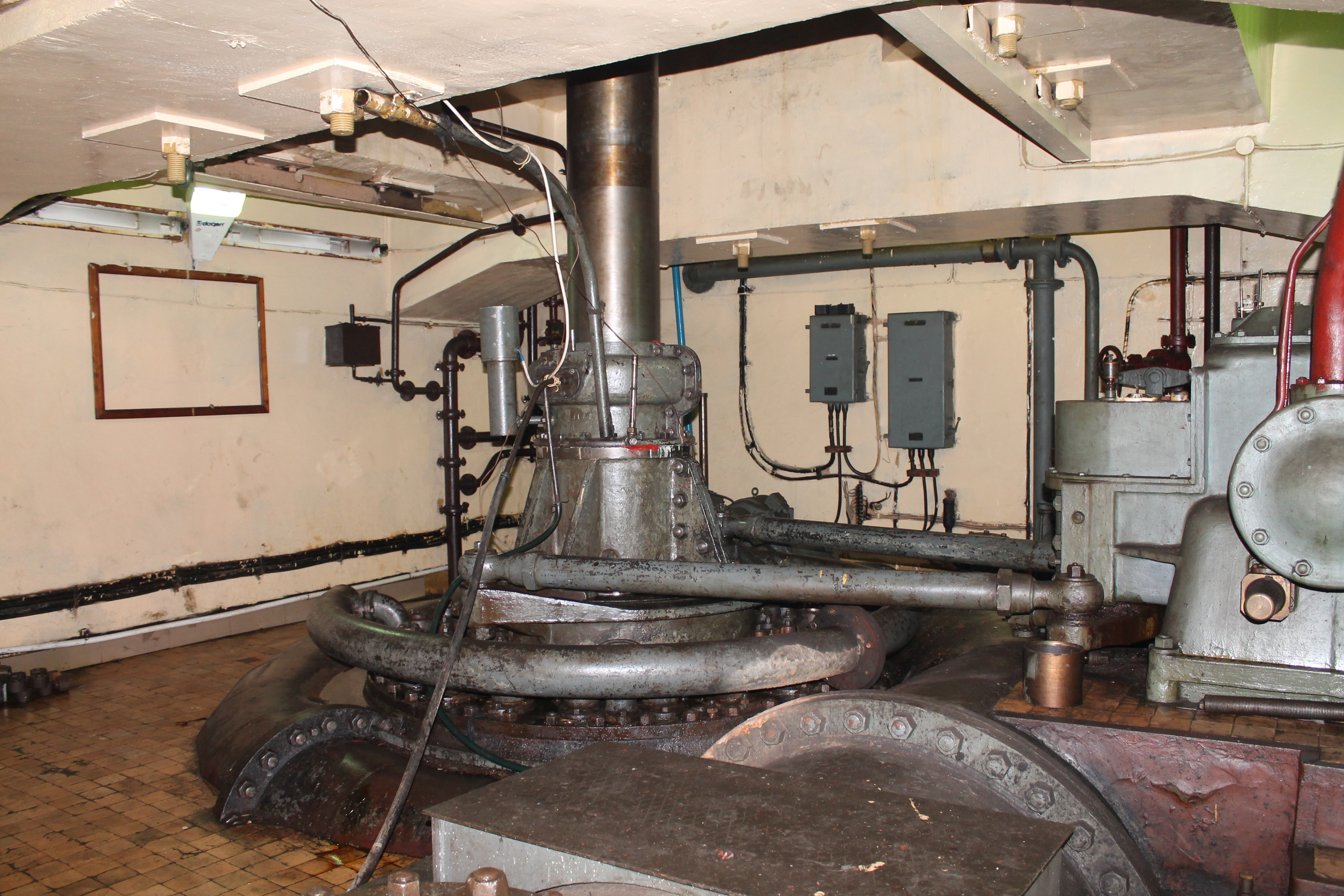
هیدروتوربین نیروگاه زوراکت SHPP
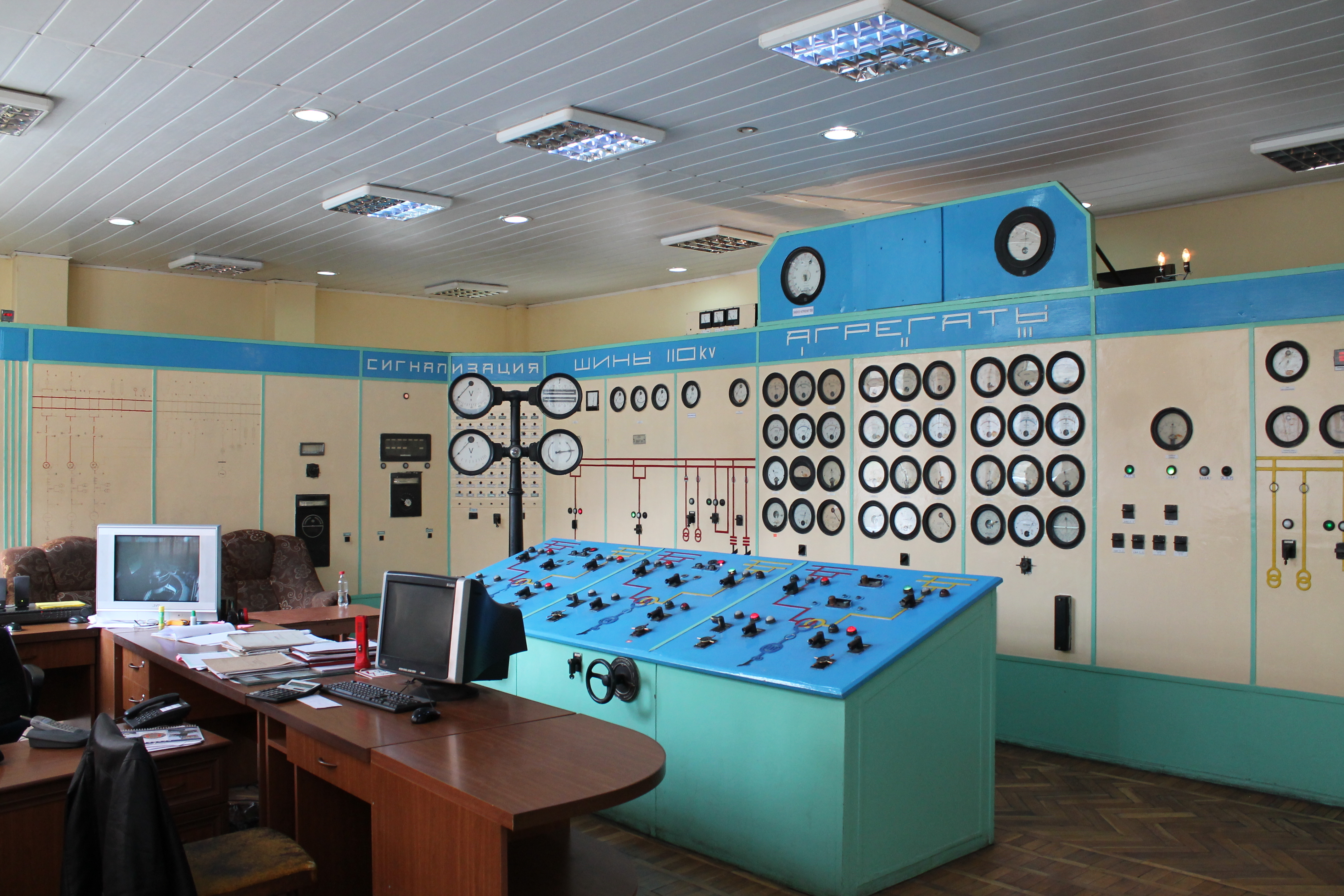
سی‌پی‌یو نیروگاه زوراکت SHPP
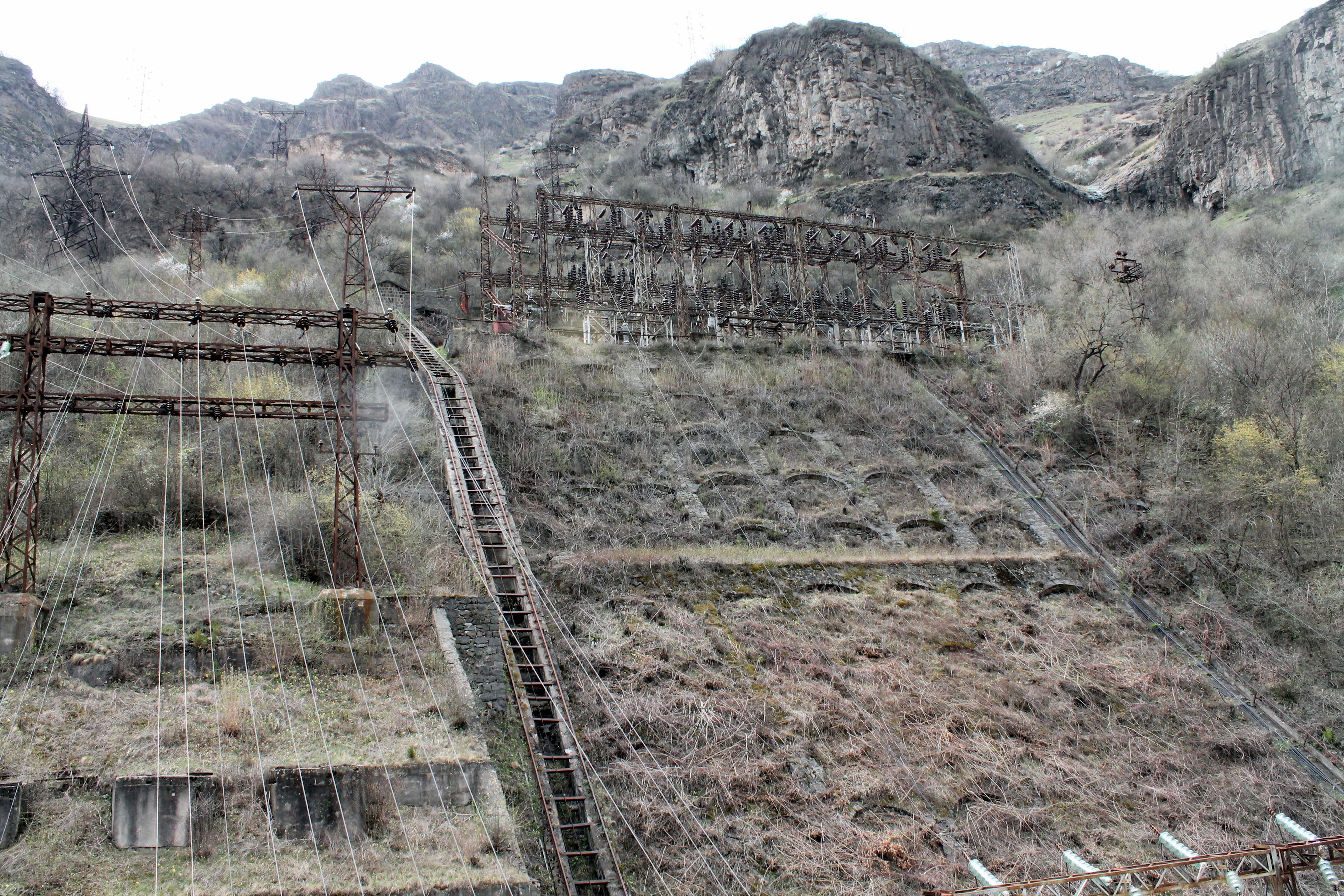
ساختار و مسیر جاذبه نیروگاه زوراکت SHPP